# Hürbel am Rangen

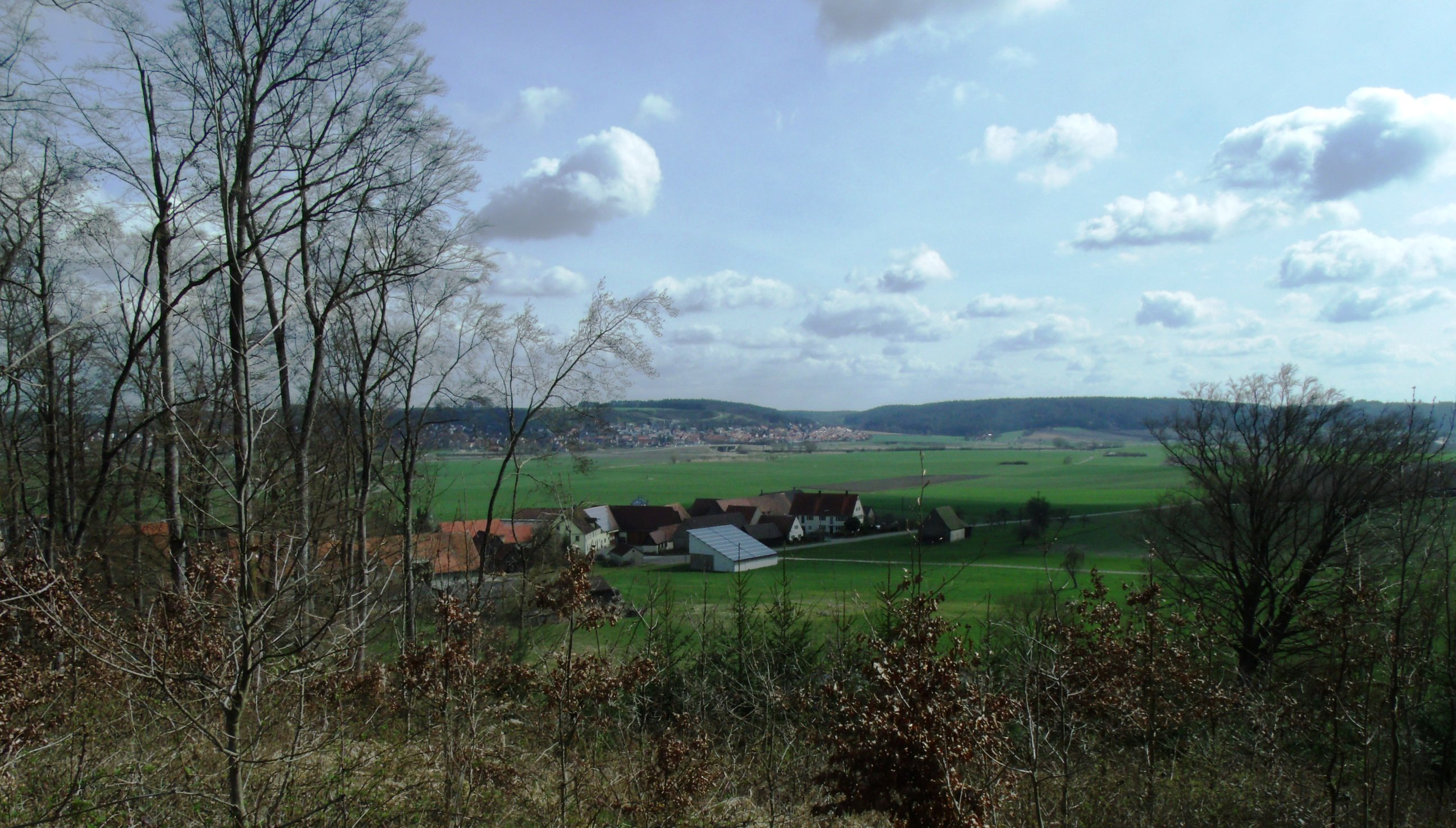
Hürbel am Rangen, in Richtung Lehrberg gesehen (2015)

Hürbel am Rangen (amtlich: Hürbel a.Rangen; fränkisch: Hiawl) ist ein Gemeindeteil des Marktes Lehrberg im Landkreis Ansbach (Mittelfranken, Bayern). Hürbel am Rangen liegt in der Gemarkung Lehrberg.

## Geografie
Im Weiler entspringt der Quellgraben, ein rechter Zufluss des Hürbeler Bachs, der seinerseits ein rechter Zufluss der Fränkischen Rezat ist. Im Norden liegt das Pfannenfeld, im Südwesten liegt der Hürbelrangen mit der Kreuzeiche. Gemeindeverbindungsstraßen führen nach Zailach (1,7 km nordwestlich), nach Schmalenbach (2,5 km östlich) und zur Bundesstraße 13 bei Lehrberg (1,2 km nordöstlich).

## Geschichte
Die erste urkundliche Erwähnung, die sich eindeutig auf diesen Ort bezieht, erfolgte 1342 als „Hurbel“. Der Ortsname leitet sich vom althochdeutschen Wort „horwilin“ ab, ein Diminutiv von „horo, horwes“ (= Sumpf, Schmutz, Kot).
Im 16-Punkte-Bericht des Oberamtes Ansbach von 1684 wurden für Hürbel 8 Mannschaften verzeichnet: Alle Anwesen (6 Halbhöfe, 2 Güter) hatten das Hofkastenamt Ansbach als Grundherrn. Das Hochgericht und die Dorf- und Gemeindeherrschaft übte das brandenburg-ansbachische Hofkastenamt Ansbach aus. Vier Halbhöfe waren infolge des Dreißigjährigen Krieges noch verödet.
Gegen Ende des 18. Jahrhunderts gab es in Hürbel 11 Anwesen (6 Halbhöfe, 1 Viertelhof, 2 Güter, 1 Gütlein, 1 Häuslein). Das Hochgericht, die Dorf- und Gemeindeherrschaft und die Grundherrschaft über alle Anwesen übte weiterhin das Hofkastenamt Ansbach aus. Es gab zu dieser Zeit 10 Untertansfamilien. Von 1797 bis 1808 unterstand der Ort dem Justiz- und Kammeramt Ansbach.
Im Rahmen des Gemeindeedikts wurde Hürbel dem 1809 gebildeten Steuerdistrikt Neunkirchen bei Leutershausen zugeordnet. Mit der Neubildung des Steuerdistrikts Neuses bei Ansbach am 23. Juni 1810 erfolgte der Wechsel dorthin. Es gehörte auch der 1811 gegründeten Ruralgemeinde Neuses bei Ansbach an. Im Zuge des Zweiten Gemeindeedikts (1818) wurde Hürbel nach Lehrberg umgemeindet. Am 16. August 1840 wurde die Bildung der Ruralgemeinde Zailach genehmigt, an die Hürbel überwiesen wurde. Im Zuge der Gebietsreform in Bayern wurde diese am 1. Januar 1972 nach Lehrberg eingemeindet.

### Bau- und Naturdenkmäler
- Steinkreuz: Sühnekreuz, mittelalterlich, Sandstein; 1,5 Kilometer südlich des Ortes auf den Kreuzwasen[15][16]
- Kreuzeiche, über 500 Jahre alt, südwestlich des Ortes. Der Brusthöhenumfang beträgt 6,45 m (2015).[17]

### Einwohnerentwicklung
| Jahr      | 001818 | 001840 | 001861 | 001871 | 001885 | 001900 | 001925 | 001950 | 001961 | 001970 | 001987 | 002008 |
| Einwohner | 60     | 41     | 62     | 54     | 59     | 71     | 64     | 103    | 51     | 43     | 30     | 31     |
| Häuser    | 10     | 7      |        |        | 9      | 11     | 9      | 9      | 9      |        | 9      |        |
| Quelle    | [ 19 ] | [ 20 ] | [ 21 ] | [ 22 ] | [ 23 ] | [ 24 ] | [ 25 ] | [ 26 ] | [ 27 ] | [ 28 ] | [ 29 ] | [ 1 ]  |

## Religion
Der Ort ist seit der Reformation evangelisch-lutherisch geprägt und bis heute nach St. Margaretha (Lehrberg) gepfarrt. Die Einwohner römisch-katholischer Konfession waren zunächst nach St. Ludwig (Ansbach) gepfarrt, seit 1970 ist die Pfarrei Christ König (Ansbach) zuständig.